# 道の駅頓原
道の駅頓原（みちのえき とんばら）は、島根県飯石郡飯南町花栗にある国道54号の道の駅である。

## 沿革
- 2000年（平成12年）8月18日 - 道の駅に登録される。
- 2015年（平成27年）1月30日 - 重点道の駅候補に選定される[1]。
- 2016年（平成28年）1月27日 - 国土交通省により平成27年度重点「道の駅」に選定される[2]。

## 施設
- 駐車場：71台
  - 普通車：62台
  - 大型車：9台
  - 身障者用：1台
- トイレ
  - 男：大 5器・小 6器
  - 女：7器
  - 身障者用：1器
- 公衆電話：2台
- レストラン「やまなみ」 （9:00 - 19:30（4 - 10月）、9:00 - 18:30（11 - 3月））
- 喫茶店 （9:00 - 19:30（4 - 10月）、9:00 - 18:30（11 - 3月））
- 売店 （9:00 - 19:30（4 - 10月）、9:00 - 18:30（11 - 3月））
- 宿泊施設
- 休憩所
- 情報コーナー
- ベビーベッド
- 運動場

## 休館日
- 第3木曜日
- 毎週月曜日 - 木曜日（売店の一部、1 - 2月のみ）

## アクセス
- 飯南町生活路線バス 道の駅とんばらバス停 下車
- 国道54号 - 登録路線